# Grote Prijs van Manavgat (mannen)
De Grote Prijs van Manavgat, in 2018 Grote Prijs van Side, was een eendagswielerwedstrijd die in 2018 voor het eerst plaatsvond in en rond Manavgat in Turkije en deel uitmaakte van de UCI Europe Tour, met de categorie 1.2. De eerste editie werd gewonnen door Stepan Astafjev. In 2019 vond de wedstrijd niet plaats, tussen 2020 en 2022 werd de wedstrijd jaarlijks georganiseerd met de aangepaste naam. Tussen 2020 en 2022 vond ook een wedstrijd voor vrouwen plaats.

## Lijst van winnaars

### Overwinningen per land
| Overwinningen | Land                                 |
| ------------- | ------------------------------------ |
| 1             | Kazachstan, Maleisië, Polen, Rusland |